# 소바드로
소바드로(공동번역), 소바더(개신교), 소파테르(가톨릭)/ˈsɒpətər, ˈsoʊpətər/은 비로(개신교:부로, 가톨릭:피로스)의 아들로, 베레아 사람이라고 사도행전 20:4에서 언급된다. 소바드로와 다른 사람들(데살로니카 사람 아리스다르코와 세군도, 데르베 사람 가이오와 디모테오, 아시아 사람 디키고와 드로미포)은 바울로가 자신을 해치려는 유대인들의 음모를 알아차리고서 마케도니아를 떠날 때 동행했다. 소바드로와 다른 사람들은 알렉산드리아 트로아스에 미리 도착해서 필립비로부터 오는 바울을 맞이했다.
소바드로는 로마서 16:21에 바울의 친척으로 등장하는 소시바드로와 동일인물로 받아들여지고 있다. 그러나 일부 학자들은 "비로의 아들"이라는 구절이 소바드로와 소시바드로를 구분하기 위해 추가된 구절로 생각하고 있다.